# Сиена
Вижте пояснителната страница за други значения на Сиена.
Сиѐна (на италиански: Siena) е град в регион Тоскана, Италия. Историческият център на града е обявен за обект от Световното културно наследство на ЮНЕСКО.

## География
Градът е главен административен център на едноименната провинция Сиена в Регион Тоскана. Разположен е сред хълмиста местност южно от Флоренция. Население 53 062 към 1 януари 2022 г. Прочут е с художествената си академия и с обработката на мрамор.

## История
Градът е основан от римляните, като разцвета си достига през 12 век. Тогава е важен търговски и банков център, но последвалите борби с Флоренция го отслабват и Сиена става второстепенен град в областта.

## Култура

### Архитектура
В по-ново време основно строителството се извършва в Сиена зад пределите на средновековните стени на града. Благодарение на това в Сиена се съхранява средновековният град с тесни улички и старинни площади. Център на живота в града още от времето на Сиенската република е обширният Пиацо дел Кампо, (буквално „Площад на полето“) –  площад във форма на раковина.

### Изкуство
В продължение на много столетия Сиена има богати традиции в изобразителното изкуство. Списъкът на най-известните художници от Сиенската школа включва Дучо, Симоне Мартини, Амброджо Лоренцети, Пиетро Лоренцети, Мартино ди Бартоломео, Франческо ди Джорджо. Много от произведенията от епохата на Ранният Ренесанс може да се видят непосредствено в сиенските храмове и площади, а така и в богатите колекции на художествените музеив града като Сиенската пинакотека.

### Развлечения
Сиена е университетски град. Почти половината от населението на града съставляват студентите. Въпреки своето разположение в страни от големи транспортни пътища Сиена привлича със своите паметници на историята и културата.
Два пъти годишно (на 2 юли и 16 август) в Сиена се провеждат конни надбягвания на централния площад. Тези състезания са наречени Палио и водят началото си от древността. Първите сведения за провеждането на подобно състезание датират от Х век. В състезанието участват всички квартали контради на града, а на двете състезания се състезават десетте най-добри коня. Преди старта на състезанието на площада се събират представители на всички контради. Децата от кварталите се събират пред църквата, облечени в цветовете на своята контрада и започват да се надпяват, прославяйки своя фаворит. Преди самото състезание преминават знаменосците на различните контради.
В покрайнините на Сиена, в областта Кианти, се произвежда едно от най-известните вина в Италия, което се нарича Кианти. То е съчетание от червено грозде от сортовете и Конайоло и бяло грозде от сортовете Малвазия и Требиано. Същността на Кианти е Санджовезе.

## Забележителности
- Пиаца дел Кампо – площад в центъра на града, който прилича на обърната раковина. Площадът се сдобива със сегашния си вид през 1293 г.[16][17]
- Кметството – Палацо Публико, построено през 1297 – 1310 г.[18] с фрески на Амброджо Лоренцети и „Маестà“ на Симоне Мартини. Към кметството като символ на могъществото и независимостта на средновековна Сиена е присъединена грациозна 102-метрова камбанария Торе дел Манджа,[19] издигната 1338 – 1348 г.[20].Тя е проектирана от водещият сиенски художник Липо Меми.[21][22]
- Фонтанът на радостта – проектиран е през 1419 г. от Якопо дела Куерча, но сега е изложено копие от 19 век, което е заменило оригиналния фонтан от 15 век.[23][24]
- Сиенска катедрала – създадена от Джовани Пизано, тя е архитектурен шедьовър от 12 – 14 век, образец на Италианската готика. По средата на средния страничен кораб се намира Олтарът на Пиколомини, където статуите на св. Петър и св. Павел са сътворени от младия Микеланджело.[25] В криптата-баптистерий са скулптурните творби на Якопо дела Куерча, Донатело и Лоренцо Гиберти.[26]Към катедралата е присъединена основаната през в 1495 г. от бъдещия папа Пий III Библиотека „Пиколомини“ с фрески на Пинтурикио[27]. „Маестà“ на Дучо ди Буонинсеня е пренесена в действащия към катедралата музей в Залата на Дучо.[28]

## Икономика
Основните отрасли в икономиката на Сиена са селското стопанство, добивът на мрамор и туризмът.

## Спорт
В Сиена се намира стадион „Артемио Франки“ с капацитет 15 373 зрители, на който играе мачовете си представителният футболен отбор на града, онсования през 1904 г. АКН „Сиена“.  
Ежегодното колоездачно състезание Strade Bianche се провежда през първата събота на месец Март. То стартира от град Сиена и приключва отново там, на площад Пиаца дел Кампо, след обиколка на провинция Тоскана, включваща така наречените „бели пътища“, откъде идва името на състезанието.

## Известни личности
Родени в Сиена
- Александър III (1100 – 1181), папа
- Александър VII (1599 – 1667), папа
- Катерина Сиенска (1347 – 1380), светица

Починали в Сиена
- Адолфо Чели (1922 – 1986), актьор